# Matthias Wessling
Matthias Wessling (* 10. März 1963 in Ahaus) ist ein deutscher Chemieingenieur und Professor für Chemische Verfahrenstechnik an der RWTH Aachen. 2019 wurde ihm der Leibniz-Preis der Deutschen Forschungsgemeinschaft verliehen.

## Leben und Wirken
Wessling studierte von 1983 bis 1987 Chemieingenieurwesen an der Universität Dortmund, war anschließend an der University of Cincinnati und erwarb 1989 sein Diplom. Im Jahr 1993 wurde er in Membrantechnik bei C. A. Smolders an der Universität Twente promoviert.
Im Anschluss daran war Wessling in den Jahren 1993/94 bei der Firma Membrane Technology and Research (MTR) in Kalifornien tätig und von 1995 bis 1997 als Assistenzprofessor an der Universität Twente sowie von 1997 bis 1999 als Leiter der Abteilung Trennverfahren im niederländischen Forschungslabor von Akzo Nobel in Arnheim. Von 1999 bis 2009 war Wessling ordentlicher Professor an der Universität Twente, wo er die Abteilung Membrantechnologie leitete und 2007/08 zum Dekan der Fakultät für Naturwissenschaft und Technologie gewählt wurde. 2010 erhielt er eine Humboldt-Professur und wurde 2011 zum Leiter des Lehrstuhls für Chemische Verfahrenstechnik an der RWTH Aachen berufen.
Zwischenzeitlich übernahm er in den Jahren 2007 und 2014 eine Gastprofessur an der Stanford University. 
Wessling ist Experte für Membrantechnologie, die zum Beispiel für Brennstoffzellen, Batterien oder Wasseraufbereitung Anwendung findet. Wessling befasst sich mit mikro- und mesoskopischen Systemen, die nach dem Vorbild biologischer Systeme funktionieren und chemische Reaktionen, Stoffaustausch, Trennung und Transport kontrollieren.

## Auszeichnungen
- 2019: Leibniz-Preis der Deutschen Forschungsgemeinschaft[1]
- 2022: Aufnahme als Mitglied der Sektion Technikwissenschaften in die Nationale Akademie der Wissenschaften Leopoldina[2]

## Schriften (Auswahl)
- mit A. Bos, I. G. M. Pünt, H. Strathmann: CO2-induced plasticization phenomena in glassy polymers, Journal of Membrane Science, Band 155, 1999, S. 67–78
- mit J. De Jong, R. G. H. Lammertink: Membranes and microfluidics: a review, Lab on a Chip, Band 6, 2006, S. 1125–1139
- mit D. F. Stamatialis u. a.: Medical applications of membranes: drug delivery, artificial organs and tissue engineering, Journal of Membrane Science, Band 308, 2008, S. 1–34
- mit P. Dlugolecki, K. Nijmeijer, S. Metz: Current status of ion exchange membranes for power generation from salinity gradients, Journal of Membrane Science, Band 319, 2008, S. 214–222
- mit G. Merle, K. Nijmeijer: Anion exchange membranes for alkaline fuel cells: A review, Journal of Membrane Science, Band 377, 2011, S. 1–35